# Кинг, Марк (музыкант)
Марк Ре́ймонд Кинг (англ. Mark Raymond King; род. 20 октября 1958 года, Каус, остров Уайт, Великобритания) — английский музыкант, вокалист и бас-гитарист группы Level 42. Кинг знаменит своим стилем игры на бас-гитаре, который получил название слэп.

## Биография

### Ранние годы
Марк Кинг родился и вырос в Каусе, на острове Уайт, у южного побережья Англии. Его отец, Реймонд Кинг, был молочником, а семья жила в здании, прилегающем к молочному заводу. В 2006 году в интервью газете Марк вспоминал: «Условия были послевоенные, с одним медным краном, туалетом снаружи и цинковой ванной перед камином». Позже он жил в Кэмп-Хилле и в гражданских зданиях на территории тюрьмы Олбани, что на окраине Ньюпорта. Учился в средней школе Китбриджа (Kitbridge Middle School), где повстречал свою детскую любовь — девочку Трейси Уилсон, о которой позже написал песню. Затем он перешёл в старшую среднюю школу Кауса (Cowes High School).
Свою музыкальную карьеру Кинг начал как барабанщик; это произошло в девять лет, когда отец купил ему первую ударную установку за £ 10. Гитару же Марк стал осваивать с одиннадцати. В 1974-м, когда ему было пятнадцать, Кинг познакомился со своим будущим товарищем по группе Level 42 Филом Гоулдом; впоследствии тот вспоминал: молодой Марк «пришёл и сел с группой, которую я создал, на одном из выступлений, что мы давали. Он установил свои ударные и сдул меня, сдул меня со сцены, потому что он был намного быстрее меня». Гоулд также помнит молодого Кинга как начинающего мультиинструменталиста и «действительно хорошего гитариста».
В 17 лет Марка исключили из школы за то, что он появился на занятиях в джинсах. После этого Кинг ушёл из дома и пару недель проживал у друга, спал на полу, затем устроился на производственную линию завода Ronson, выпускавшего зажигалки. Некоторое время спустя Кинг порвал с этой работой и стал молочником, однако он всё ещё был полон решимости «доказать, что не был неудачником».

### Level 42
В 19 лет Кинг на своём молочном фургоне переехал в Лондон в надежде устроить музыкальную карьеру. Вначале он играл на барабанах в группе Re-Flex. В 1979 году вместе с ударником Филом Гоулдом, клавишником Майком Линдапом и братом Фила, гитаристом Буном Гоулдом, он сформировал группу Level 42. Кинг, будучи барабанщиком, искал кого-нибудь, кто играет на бас-гитаре. После бесплодных поисков он в 21 год сам неохотно начал на ней играть. Тогда он и стал подумывать о том, чтобы сделать бас-гитару своим основным инструментом. Решиться ему на это способствовал случай: однажды после концертов в Австрии Марк был вынужден продать свою ударную установку, чтобы купить обратный билет домой. С тех пор он и стал басистом. Естественная ритмическая интуиция Кинга, вероятно, содействовала его отличительному стилю игры на басу, а также популярности джаз-фанка в Великобритании в то время.
На одном из своих первых концертов с Кингом в качестве басиста в клубе «Ла Бабалу» (La Babalu), в городе Райд, участники Level 42 познакомились с главой небольшого независимого звукозаписывающего лейбла Elite по имени Энди Сойка и подписали с ним контракт. Год спустя они заключили договор с Polydor Records. Следующие девять лет Кинг провёл записываясь и гастролируя с группой. Первый сингл, вошедший в Top 40, "Love Games", был выпущен в 1981-м, ознаменовав первое появление группы в Top of the Pops. Большой прорыв произошел с выходом "The Sun Goes Down (Living It Up)" в 1983 году.
Тем временем басиста Level 42 приглашали к сотрудничеству и другие музыканты. Ник Кершоу работал с ним над своим вторым альбомом The Riddle (1984), а Мидж Юр — над альбомами The Gift (1985) и Answers to Nothing (1988).
В 1981-м Level 42 с Марком Кингом в составе выступали с группой The Police в качестве поддержки, затем последовали совместные туры со Стивом Уинвудом и Queen в 1986 году и с Мадонной в 1987-м.
В 2006 году Level 42 выпустили альбом Retroglide и совершили европейский тур. Также группа в составе с Марком Кингом, Майком Линдапом, Гэри Хасбэндом, Натаном Кингом и Шоном Фриманом гастролировала осенью 2008 года.

### Сольная работа

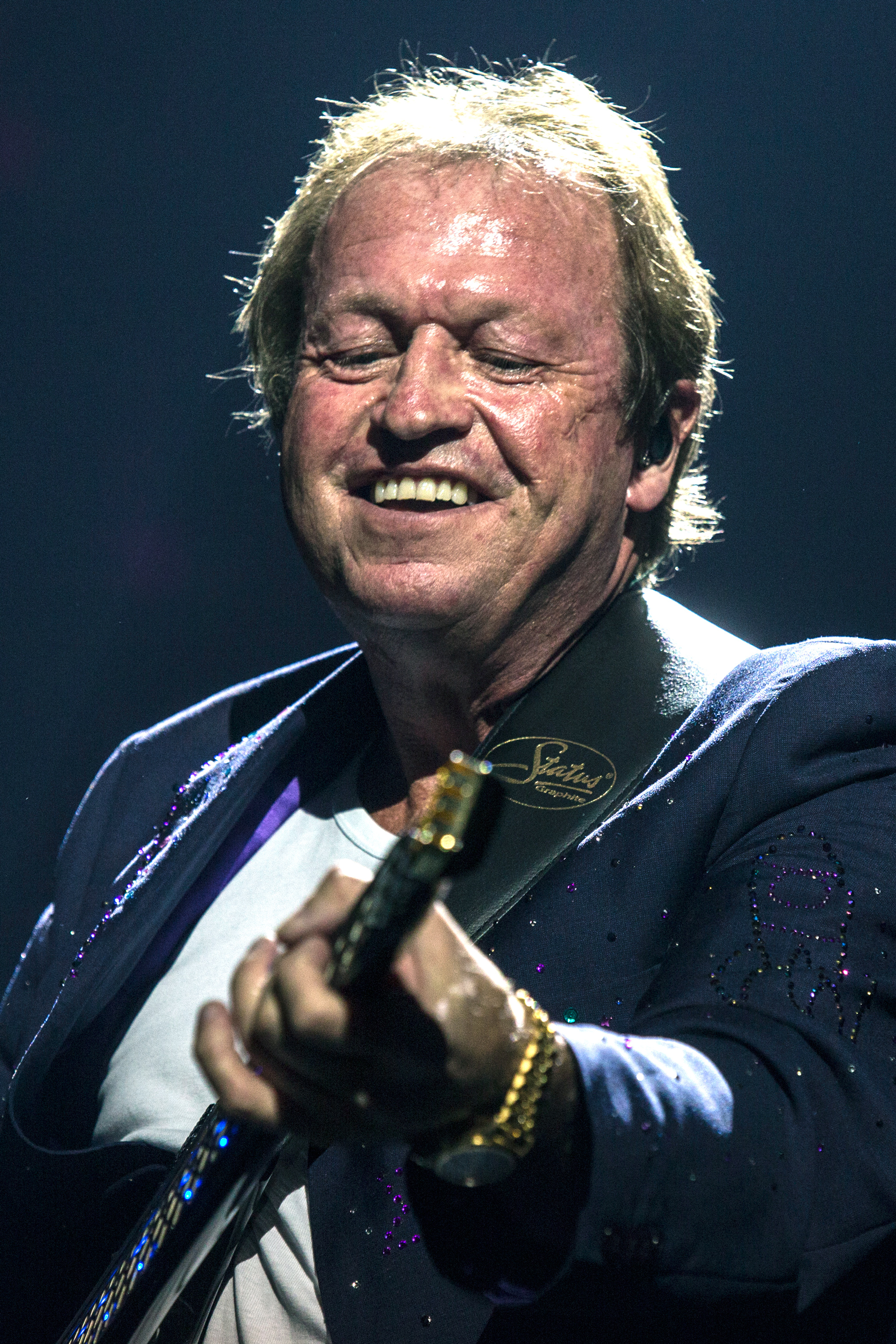
Марк Кинг в 2013 г.

В 1984-м Кинг выпустил свой первый сольный альбом Influences. Второй его сольник, One Man, вышел лишь в 1998 году.
В 1999-м музыкант выпустил сборник неиспользованных песен в виде альбома Trash; название его намекало потенциальному покупателю на то, что песни эти либо недоделаны, либо отвергнуты лейблом и сами по себе не являются крупными произведениями. Тrash стал историческим выпуском, так как он был издан без звукозаписывающей компании и первоначально предлагался фанатам посредством неброской записи в гостевой книге, сделанной Кингом на сайте www.level42.com. Используя Apple Mac, устройство для записи компакт-дисков и струйный принтер, Марк Кинг сам изготовлял компакт-диски и отправлял их непосредственно фанатам, тратя на производство каждой копии 17 фунтов стерлингов плюс почтовые расходы. Первоначально он также подписывал и пронумеровывал первые экземпляры самостоятельно. Марк не ожидал высокой популярности альбома. Тем не менее, общее количество копий, которые он продал таким способом, составило более 1000.
В последующие годы Кинг повторил успешную формулу «домашнего приготовления», выпустив ряд концертных записей, включая Live at the Jazz Cafe , Live on the Isle of Wight и Live at Reading Concert Hall (который, несмотря на то что представлял собой сольное выступление Марка Кинга, был выпущен под именем Level 42, поскольку Кинг сохранил права на это название незадолго до выпуска CD). Несмотря на контракт с Universal Music W14, Кинг продолжает выпускать записи концертных выступлений под своим собственным лейблом Summerhouse Record, первой из которых был DVD Live Retroglide в 2007 году.
После того, как в 1998 году Кинг вернулся на сцену для продвижения альбома One Man и совершил тур по Великобритании, он стал регулярно гастролировать по Европе и другим странам мира, побывав даже в Индонезии. Кроме Trash, за 8 лет он выпустил только один новый альбом, записанный профессионально на студии, — это Retroglide, изданный в сентябре 2006 года под баннером Level 42.
Начиная с 2012 года Кинг по-прежнему является фронтменом Level 42 и участвует в нескольких фестивалях вместе с соучредителем, бывшим участником группы и клавишником Майком Линдапом .
В 2016-м Марк присоединился к супергруппе Gizmodrome, в которую также вошли Стюарт Коупленд, Эдриан Белью и Витторио Косма. Группа выпустила свой дебютный альбом в сентябре 2017 года.

## Стиль игры
Марк Кинг помог развить и популяризировать стиль игры на бас-гитаре, который называется слэп или клэнг. Эта техника игры была разработана в 1970-е годы такими фанк-басистами, как Ларри Грэхем, а затем получила дальнейшее развитие с помощью басистов джаз-фьюжна, таких как Стэнли Кларк. Кинг адаптировал эту технику, сделал её значительно быстрее и добавил элементы, которые позволяют ему создавать перкуссионные эффекты во время игры на басовой линии.
Среди представителей музыкальных влияний, под которые он попал, Кинг назвал музыканта Тома Тейлора, который давал ему уроки игры на гитаре, когда Марку было 12 лет.
Характерные навыки Марка Кинга преимущественно основаны на плавном воспроизведении шестнадцатеричных нот, благодаря чему эту технику иногда называют стилем «пулемёт» ("machine-gun" style); она состоит из очень быстрого выбора самых высоких струн снизу и удара по нижним струнам сверху большим пальцем (иногда Кинг также ударяет по струнам левой рукой).
Кинг и Level 42 считаются одними из самых влиятельных исполнителей для следующего поколения музыкантов. Они заново изобрели стиль, известный как брит-фанк. Сайт MusicRadar назвал Кинга «парнем, который в 80-е дал пощёчину поп-музыке».

## Награды
В октябре 2015 года Марк Кинг получил награду BASCA Gold Badge Award в знак признания его вклада в британскую музыку. В 2017-м он был удостоен награды "Outer Limits" на конкурсе Progressive Music.

## Личная жизнь
Незадолго до развода с женой Пией Кинг в 1988 году переехал на родной остров Уайт. В 1990-х он купил паб в Райде. Паб получил название «Джо Дафло’с» (Joe Daflo's), которое образовано из имён троих его детей — сына Д'Арси и дочерей Джоли и Флорри. Кинг продал паб в 2000 году, и теперь тот стал частью франшизы, состоящей из подобных пабов, которые работают в прибрежных городах на юге Англии. В настоящее время Марк Кинг проживает со своей нынешней женой по имени Риа и своей младшей дочерью Марли, которая родилась в 1996 году.
Его младший брат — партнёр по группе Level 42 и участник группы Frost* Натан Кинг.

## Сольная дискография

### Альбомы
- 1984 — Influences
- 1998 — One Man
- 1999 — Trash (DFP Music)
- 1999 — Live at the Jazz Cafe (DFP Music; концертная запись)
- 2000 — Live on the Isle of Wight (DFP Music; концертная запись)

### Синглы
- 1984 — "I Feel Free"
- 1998 — "Bitter Moon"

### DVD
- 1996 — Mark King – Ohne Filter (концертная запись)
- 2000 — Grupo Mark King – Live on the Isle of Wight (DFP Music; концертная запись)